# Abidos
Abidos är en kommun i departementet Pyrénées-Atlantiques i regionen Nouvelle-Aquitaine i sydvästra Frankrike. Kommunen ligger i kantonen Lagor som tillhör arrondissementet Pau. År 2022 hade Abidos 215 invånare.

## Befolkningsutveckling
Antalet invånare i kommunen Abidos
| Referens: INSEE |